# Alexander Baumgärtel
Alexander Baumgärtel (* 28. September 1972 in Sankt Petersburg) ist ein ehemaliger deutscher Eisschnellläufer.

## Karriere
Bei der Deutschen Junioren-Meisterschaft 1992 im Kleinen Vierkampf (über 500, 3000, 1500 und 5000 Meter) konnte er den ersten Rang belegen und wurde somit deutscher Junioren Meister. 1992 gab er sein Debüt über 5000 und später über 10.000 Meter im Weltcup. Insgesamt ging er bei 18 Rennen an den Start, konnte jedoch nie einen Podiumsplatz belegen.
Bei Olympischen Winterspielen 1994 gehörte er zum deutschen Aufgebot in Oslo, wo er über 5000 Meter an den Start ging und den 23. Rang belegte. Auch vier Jahre später bei den Winterspielen 1998 in Nagano nahm Baumgärtel teil, wo er neben den 5000 Metern auch über 10.000 Metern startete. Über 5000 Meter erreichte Baumgärtel den 13. und über 10.000 Meter den zehnten Platz.